# Sidney Dillon Ripley
Sidney Dillon Ripley (New York, 20 settembre 1913 – Washington, 12 marzo 2001) è stato un ornitologo statunitense.
Suo nonno, Sidney Dillon, era stato il presidente-fondatore della Union Pacific Railroad. Nel 1927, Sidney e la sorella effettuarono un viaggio in India e nel Tibet, esperienza, questa, che cambiò per sempre la sua vita.
Ripley iniziò gli studi presso la St Paul's School di Concord (New Hampshire). Conseguì un Bachelor of Arts all'università di Yale nel 1936. Era destinato agli studi di giurisprudenza, ma gli uccelli lo interessavano più del mestiere di avvocato. Nel 1936 si unì ad una spedizione scientifica di due anni in Nuova Guinea organizzata dall'Accademia di Scienze Naturali di Filadelfia. Racconterà in seguito le sue esperienze in un libro, Trail of the Money Bird, che fece pubblicare nel 1942. Prima di ottenere il suo Ph.D. all'università di Harvard nel 1943, lavorò presso il museo di storia naturale di New York.
Durante la seconda guerra mondiale, entrò a far parte dell'Office of Strategic Services, il predecessore della CIA, dove era responsabile dei servizi di intelligence americani nel Sud-est asiatico. Dopo la guerra, insegnò alla università di Yale, della quale divenne membro (fellow) Fulbright (1950) e successivamente Guggenheim (1954). In seguito ottenne un impiego a tempo pieno come direttore del museo di storia naturale Peabody. Per vent'anni lavorò in collaborazione con il collega Sálim Ali (1896-1987) della Bombay Natural History Society. Ripley fece pubblicare Synopsis of the Birds of India and Pakistan (1961) e, con Sálim Ali, i dodici volumi di Handbook of the Birds of India and Pakistan (1968-1974).
Dal 1964 al 1984 fu segretario della Smithsonian Institution, ove il suo operato fu riconosciuto importante quanto quello di Spencer Fullerton Baird (1823-1887). Durante questo periodo, infatti, l'istituzione crebbe sempre più, in quanto ad essa si aggiunsero otto musei e sette laboratori. Ripley fu un attivo sostenitore del ruolo pedagogico della Smithsonian quanto della sua indipendenza scientifica. Riuscì ad ottenere il sostegno federale di più presidenti successivi (da Johnson a Reagan). Ricevette, nel 1985, la medaglia presidenziale della libertà, la più alta onorificenza per un civile negli Stati Uniti d'America. Ripley ricevette, inoltre, quindici diplomi onorari.
Ripley fu inoltre un attivo militante della protezione dell'ambiente. Membro del consiglio del World Wildlife Fund degli Stati Uniti, fu anche il terzo presidente dell'International Council for Bird Protection (ICBP). Partecipò alla reintroduzione dell'oca delle Hawaii offrendo un centro di allevamento situato in una sua proprietà di Litchfield (Connecticut).
Ripley intendeva produrre un'opera definitiva sugli uccelli dell'Asia meridionale, ma era troppo malato per prendere parte alle ricerche per la sua stesura. Gli autori finali del progetto, la sua assistente Pamela Rasmussen e l'artista John Anderton, chiamarono i due volumi dell'opera "Birds of South Asia. The Ripley Guide" in suo onore.

## Pubblicazioni
- 1977: Rails of the World (monografia sulla famiglia Rallidae).
- con Sálim Ali e Biswamoy Biswas, Birds of Bhutan.
- 1968-1974: con Sálim Ali, Handbook of the Birds of India and Pakistan.